# Ormosia pulchra
Ormosia pulchra är en tvåvingeart som först beskrevs av Enrico Adelelmo Brunetti 1912.  Ormosia pulchra ingår i släktet Ormosia och familjen småharkrankar. Inga underarter finns listade i Catalogue of Life.